# Condado de Wolfe
El condado de Wolfe (en inglés: Wolfe County), fundado en 1860, es uno de 120 condados del estado estadounidense de Kentucky. En el año 2000, el condado tenía una población de 7,065 habitantes y una densidad poblacional de 12 personas por km². La sede del condado es Campton.

## Geografía
Según la Oficina del Censo, el condado tiene un área total de 578 km² (223,2 mi²), de la cual 578 km² (223,2 mi²) es tierra y 0 km² (0 mi²) (0.04%) es agua.

### Condados adyacentes
- Condado de Menifee (norte)
- Condado de Morgan (noreste)
- Condado de Magoffin (este)
- Condado de Breathitt (sureste)
- Condado de Lee (suroeste)
- Condado de Powell (noroeste)

## Demografía
Según la Oficina del Censo en 2000, los ingresos medios por hogar en el condado eran de $19,310, y los ingresos medios por familia eran $23,333. Los hombres tenían unos ingresos medios de $23,859 frente a los $18,952 para las mujeres. La renta per cápita para el condado era de $10,321. Alrededor del 35.90% de la población estaban por debajo del umbral de pobreza.

## Localidades
- Bethany
- Campton
- Hazel Green
- Lee City
- Pine Ridge
- Trent